# Südstadtpark (Nürnberg)

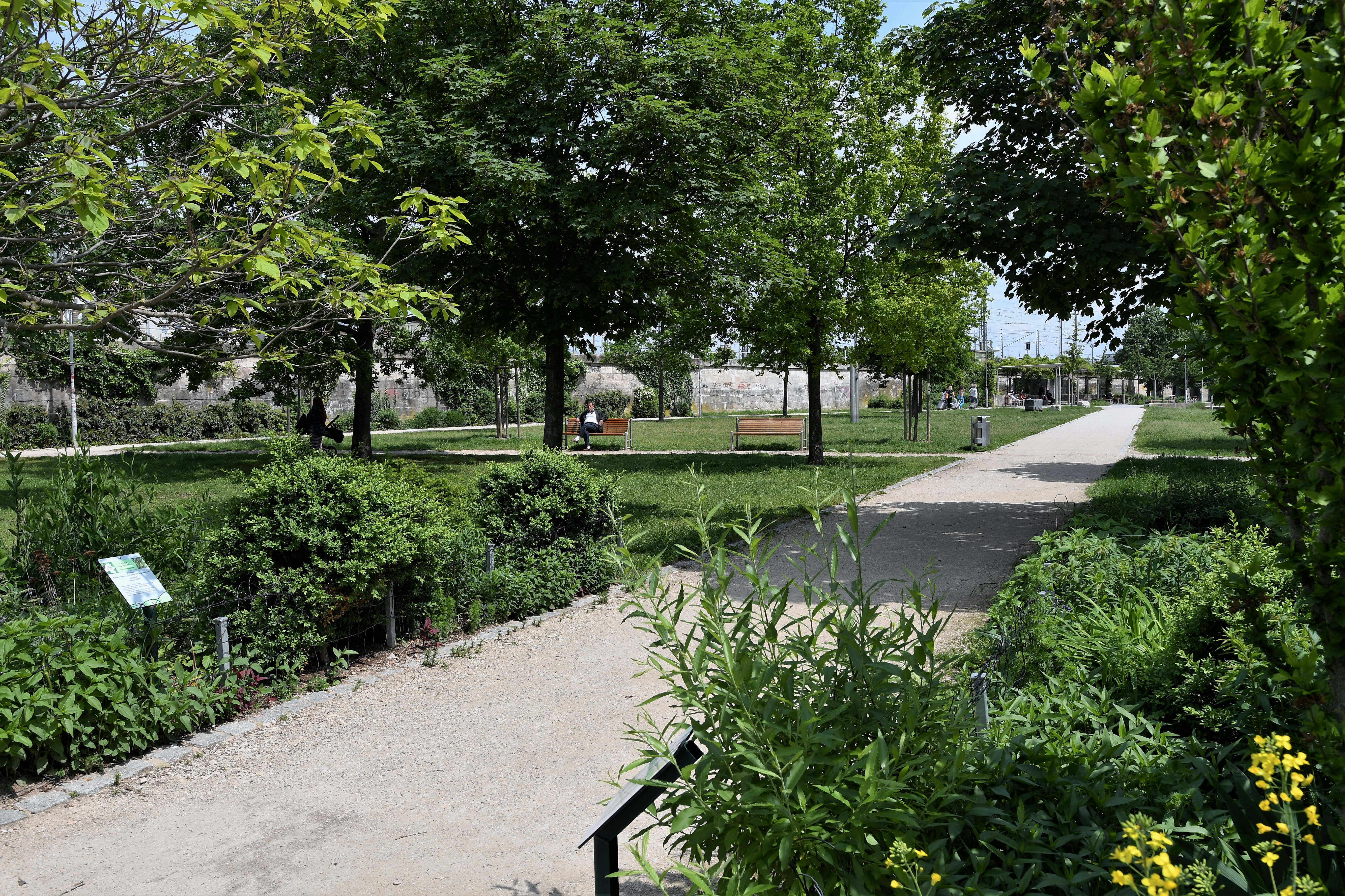
Östlicher Teil des Südstadtparks

Der Südstadtpark ist ein kleiner, schmaler Quartierspark im Nürnberger Stadtteil Galgenhof. Die formal gestaltete Grünanlage gliedert sich in drei Bereiche, die in Ost-West-Richtung angeordnet sind.

## Lage
Der Südstadtpark liegt in der Nürnberger Südstadt, direkt südlich vom Hauptbahnhof, und erstreckt sich in Ost-West-Richtung entlang der Bahnanlagen zwischen Celtisplatz und Tafelfeldstraße. Seine Mitte bildet der Karl-Prölß-Platz. Durch den Karl-Prölß-Tunnel ist er für Fußgänger und Radfahrer vom Stadtzentrum aus gut zu erreichen. Seine Größe beträgt 1,19 Hektar.

## Geschichte
Die in Ost-West-Richtung auf einem Bahndamm verlaufenden Gleisanlagen riegelten schon im 19. Jahrhundert die Südstadt vom Zentrum ab. Im Zweiten Weltkrieg wurden die Häuser südlich des Dammes durch Bomben zerstört.
Nach dem Krieg blieben diese Flächen unbebaut und dienten u. a. als Parkplätze. Es entstanden Pläne für eine vierspurige Straßenverbindung zwischen dem Frankenschnellweg im Westen und der Regensburger Straße im Osten, die südlich der Bahnanlagen verlaufen sollte. Diese Pläne wurden 1974 im Generalverkehrsplan festgeschrieben und die Stadt begann mit dem Ankauf der dazu nötigen Flächen.
1984 wurden die alten Planungen aufgehoben, 1989 wurde ein städtebaulicher Wettbewerb durchgeführt und als Ergebnis wurde die Schaffung des „Südstadtparkes“ auf dem bestehenden Großparkplatz beschlossen. Einerseits sollte der Mangel an Grünflächen in der Südstadt gemildert werden, anderseits die Anbindung der Südstadt an die Innenstadt verbessert werden. Der Nürnberger Landschaftsarchitekt Walter Stadelmann plante den Park. Im Jahre 1995 wurde mit dem Bau der Grünanlage begonnen. Der Park wurde in mehreren Bauabschnitten umgesetzt. Erst im Jahre 2000 waren die Bauarbeiten abgeschlossen. Die Kosten betrugen 1,3 Millionen Euro, wobei 957.000 Euro mit Stadterneuerungsmittel bezuschusst wurden.
Geplant war auch eine Verschönerung des unattraktiven Fußgänger- und Radfahrertunnels durch eine Lichtinstallation, die vom Brunnen durch den Tunnel verlaufen sollte. Sie wurde aus Kostengründen gestrichen.

## Gestaltung
Der Quartierspark weist drei unterschiedliche Nutzungszonen mit unterschiedlichem Charakter auf. 76 Bäume sind in den Südstadtpark gepflanzt worden.

### Östlicher Bereich

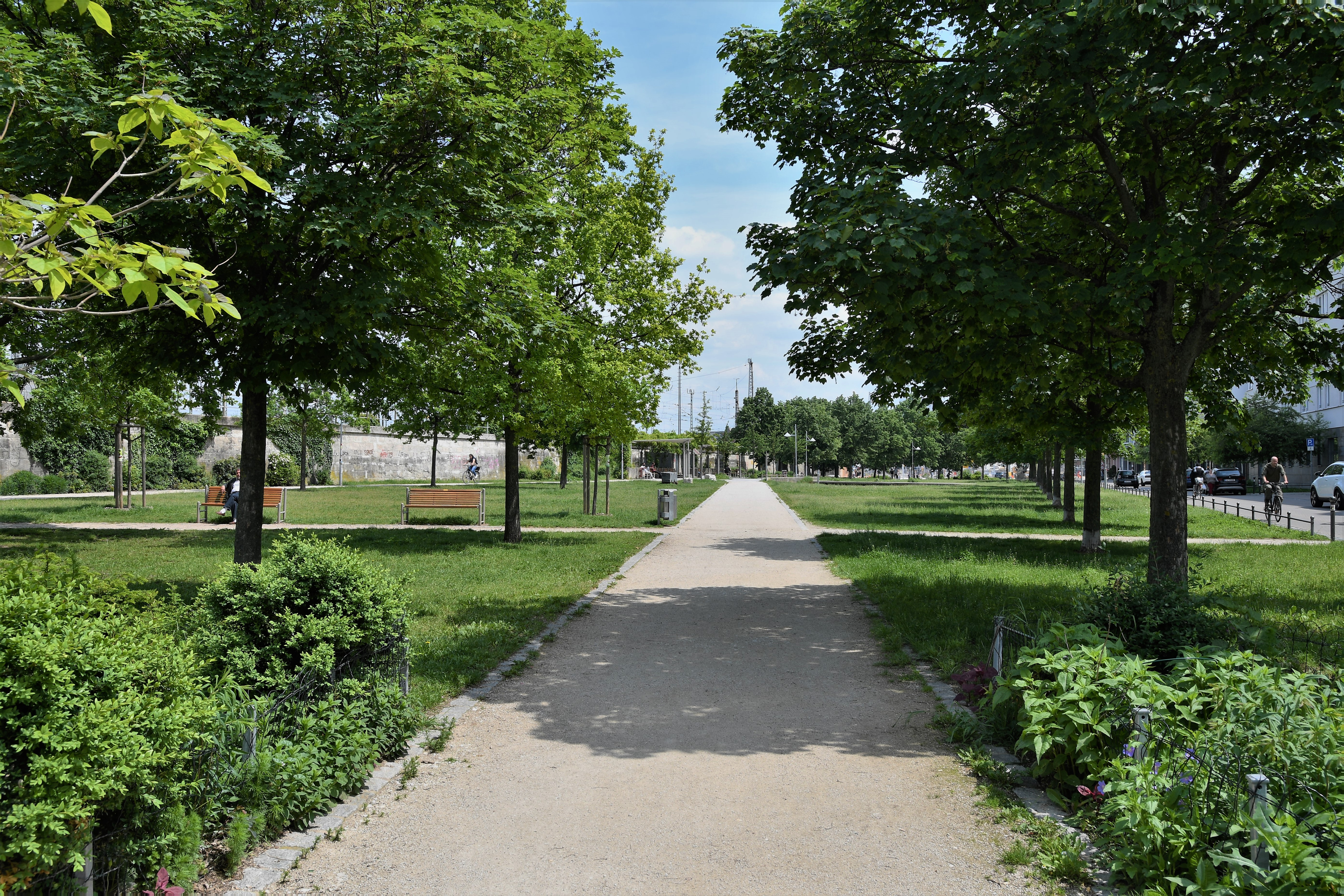
Östlicher Bereich des Südstadtparks mit begrenzender Baumreihe entlang der Celtisstraße

Der östliche Teil der Grünanlage zwischen Celtisunterführung entlang der Pillenreuther Straße und Karl-Prölß-Platz dient dem Aufenthalt, der Bewegung und der Kontemplation. Er zeichnet sich durch einen geringeren Versiegelungsgrad und einen höheren Grünflächenanteil aus. Eine aus Berg-Ahorn (Acer pseudoplatanus) bestehende Baumreihe begrenzt den östlichen Teil des Südstadtparks in südlicher Richtung entlang der Celtisstraße. Das Wegenetz ist stark geometrisch ausgerichtet. Die Wegebeläge sind mit einer wassergebundener Decke versehen, die mit Kopfsteinpflaster aus Granit gefasst ist. Die schmale Grünfläche weist zahlreiche Rasenflächen auf. Viele Holzbänke bieten ausreichend Aufenthaltsmöglichkeiten. In der Mitte dieses Parkteils in Verlängerung zur Endterstraße liegt ein zentraler Aufenthaltsbereich, der mit einer Pergola überspannt ist. Vier Wege laufen strahlenförmig auf diese Platzfläche zu. Die Baumpflanzungen sind in der Anlage geometrisch orientiert und weniger in Baumgruppen arrangiert. In einem Raster angeordnete Bäume bilden den nordöstlichen Raumabschluss des Parks. Staudenpflanzungen wurden im Übergangsbereich zum Karl-Prölß-Platz angeordnet, welche Mitglieder des Bund Naturschutz ehrenamtlich pflegen. Eine hohe Mauer bildet die nördliche Grenze zur Bahntrasse und fasst den Raum.
An der Ecke Pillenreuther Straße und Celtisstraße wurde eine monumentale Skulptur aus Beton von dem amerikanischen Bildhauers Peter Lundberg installiert. Der Name des Kunstwerks heißt Portrait of a Man and a Woman. Die Skulptur wurde im Rahmen des Projekts Haltestelle!Kunst im Sommer 2007 entlang eines Skulpturenparks in den Südstadtpark integriert. Der Skulpturenpark umfasste einen 3,5 Kilometer langen Kunstweg zwischen dem Südstadtpark und dem Hummelsteiner Park. Dabei wurden in einem Zeitraum von 4 Wochen 80 Exponate von 39 Künstlerinnen und Künstlern aus 24 Ländern im öffentlichen Raum ausgestellt. Das Werk von Lundberg erhielt dabei den ersten Preis und wurde von der Sparkasse Nürnberg und über das Programm der deutschen Städtebauförderung „Soziale Stadt“ erworben.

### Westlicher Bereich

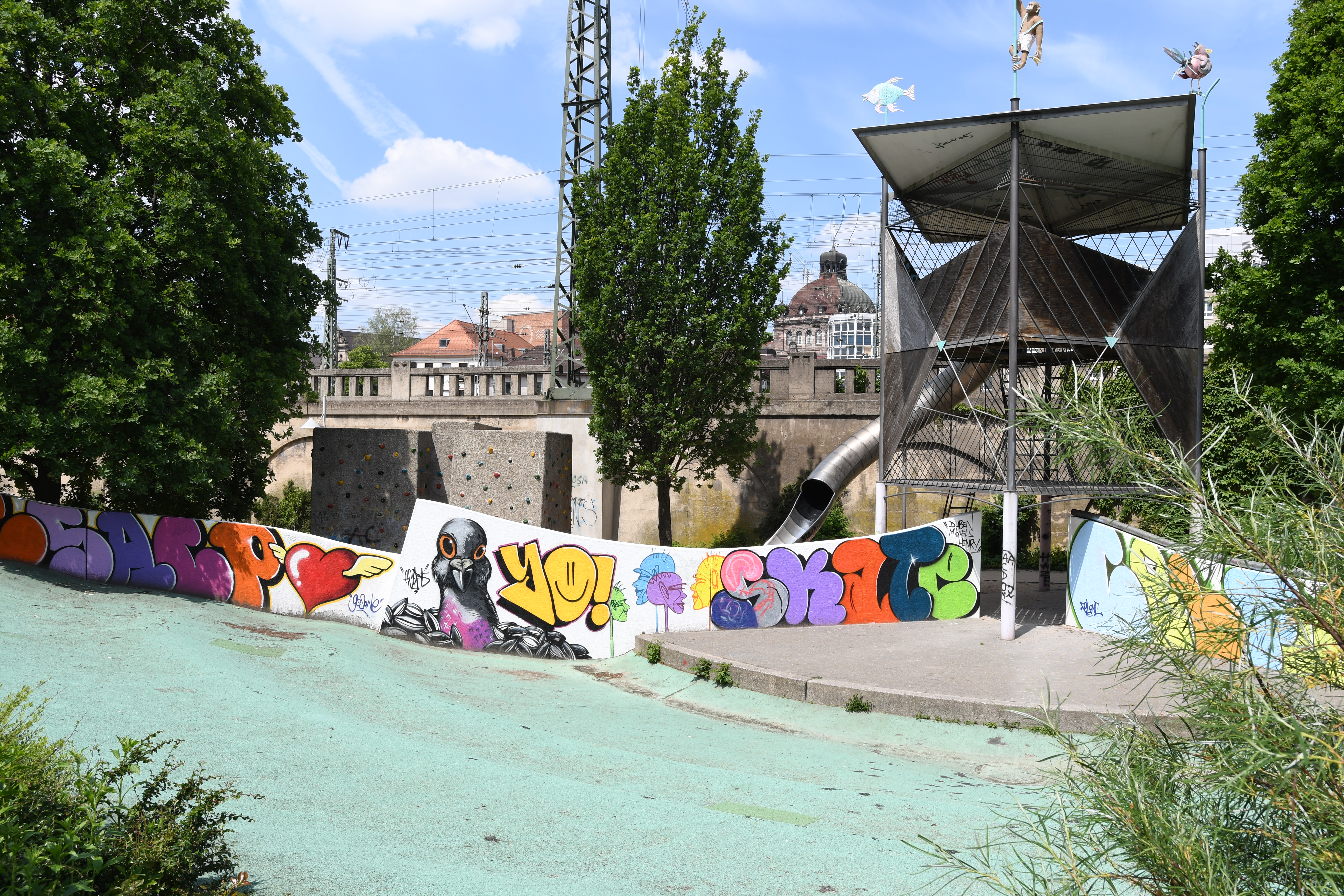
Westlicher Teil des Südstadtparks, auch als Celtispark bezeichnet

Im Westen zwischen Tafelfeldtunnel und Karl-Prölß-Tunnel befindet sich ein großer Spielplatz mit Kletterfelsen, Röhrenrutsche und Seilbahn. Inmitten des Spielplatzes ragt ein Kletterturm heraus, auf welchen ein Affe an einer Stange klettert und zum Spielen einlädt. Ein betonierter Kletterfelsen mit Mulden und Griffen dient als Übungsstätte zum Freiklettern. Der Kinderspielbereich ist trotz der aufwändigen Gestaltung nicht stark von Besuchern frequentiert.

### Zentrum

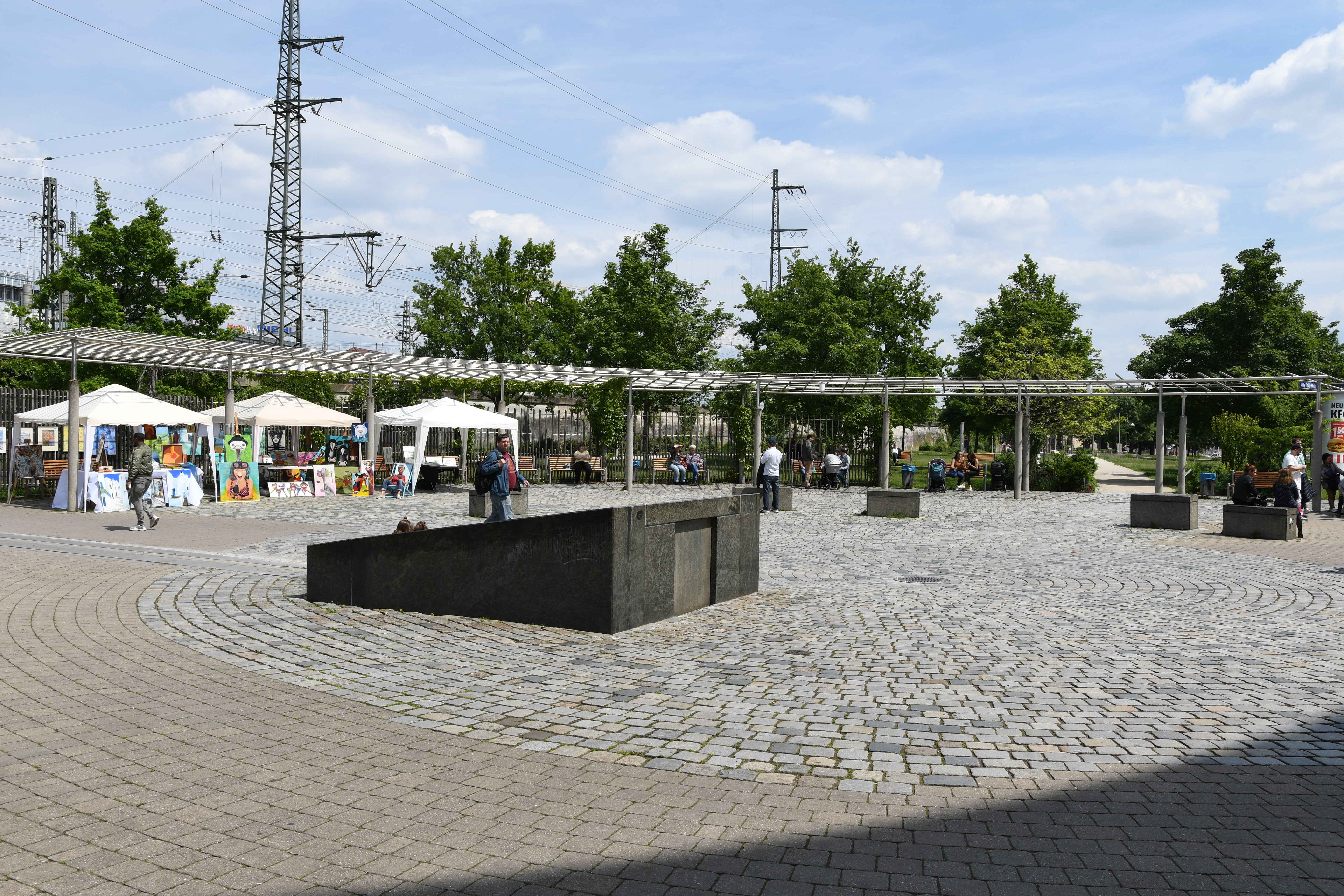
Zentrale Mitte des Südstadtparks

Das Zentrum der Parkanlage ist am Karl-Prölß-Platz gelegen. Der kreisförmig gestaltete Platz wird von einer großen Pergola gerahmt. Darunter befinden sich zahlreiche Bänke. In der Mitte ist ein Quader-Brunnen von dem Architekten situiert. Neben Kommunikation, Transfer und Aufenthalt dient der Platz auch als Veranstaltungsraum. Über den befestigen Platz verläuft eine wichtige Verbindungsachse für Fußgänger und Fahrradfahrer zwischen der Südstadt und der Altstadt von Nürnberg. Der Karl-Prölß-Tunnel ist das Verbindungselement zwischen der Karl-Bröger-Straße in Galgenhof und der Tafelhofstraße im Bezirk Tafelhof.

## Veranstaltungen
In dem Park fand 2005 bis 2009 jährlich das große Asienfest Spirit Asia statt, zu dem zuletzt 60.000 Besucher gekommen waren.

## Namen
Die Frauengruppe Feministische Perspektiven forciert die Umbenennung der Grünanlage in Helene-Grüneberg-Park. Die Gewerkschafterin und SPD-Frauenrechtlerin Helene Grüneberg setzte sich aktiv für das Frauenwahlrecht in Deutschland ein.